# یحیی سراج
دکتر یحیی رشیدی سراج (یا یحیی ر. سراج یا یحیی سراج) استاد دانشگاه و مدیر دولت محلی است که از سال ۲۰۱۹ به عنوان شهردار غزه در فلسطین خدمت کرده است. سراج فارغ‌التحصیل دانشگاه النجاح و دانشگاه لیدز است و دکترای خود را از دانشگاه برادفورد دریافت کرده است.

## حرفه دانشگاهی
سراج در چندین سمت دانشگاهی در سراسر غزه خدمت کرده است. در سال ۲۰۱۴، او معاون رئیس امور خارجی دانشگاه اسلامی غزه بود. تا سال ۲۰۱۹، او به عنوان رئیس هیئت امنای کالج دانشگاهی علوم کاربردی، دانشگاه دیگری در غزه، خدمت می‌کرد و در کمیته مشترکی که به مسائل مالی در سراسر دانشگاه‌های غزه رسیدگی می‌کرد، فعالیت داشت.

## شهرداری
سراج در سال ۲۰۱۹ پس از انتخاب توسط دولت تحت رهبری حماس، سمت شهردار غزه را بر عهده گرفت. فتح، حزب سیاسی که بر تشکیلات خودگردان فلسطین در کرانه باختری تسلط دارد، روند انتخاب را محکوم کرد، اگرچه در نهایت با سراج آشتی کرد. در مراسم تحویل، او امور داخلی، توسعه خدمات، فعال کردن مراکز فرهنگی و تمرکز بر توسعه و سرمایه‌گذاری را به عنوان چهار اولویت شورای شهر تحت رهبری خود برشمرد.
بعداً در سال ۲۰۱۹ او اعلام کرد که در حال کار بر روی کمپینی است تا ساکنان غزه را به تفکیک زباله‌هایشان ترغیب کند و امیدوار است که یک شرکت خصوصی برای بازیافت آن پیدا شود.
پس از درگیری ۲۰۲۱ با اسرائیل، سراج کمپین «ما آن را دوباره خواهیم ساخت» را برای ترمیم خسارات ناشی از جنگ اعلام کرد. او همچنین خواستار لغو محاصره غزه توسط اسرائیل شد، که او آن را عامل بحران مالی جاری در شهر غزه دانست. در ژوئن همان سال، جنبش اصلاحات دموکراتیک فتح به خاطر کار و اثربخشی‌اش در بازسازی غزه، با اهدای «سپر وفاداری» از او تقدیر کرد.